# باشگاه پارانا
باشگاه پارانا (انگلیسی: Paraná Clube)، که معمولاً با عنوان پارانا شناخته می‌شود، یک باشگاه حرفه ای برزیلی است که در کوریتیبا، پارانا در ۱۹ دسامبر ۱۹۸۹ تأسیس شد. این باشگاه در کمپئوناتو پارانانسه سری پراتا، رده دوم لیگ فوتبال ایالتی پارانا، رقابت می‌کند. به غیر از فوتبال، سایر ورزش‌هایی که در این باشگاه حمایت مالی می‌شود عبارتند از: بولینگ، فوتسال، ورزش‌های رزمی، تنیس، والیبال و وزنه‌برداری.

## نمادها و رنگ‌ها
این باشگاه که در ۱۹ دسامبر ۱۹۸۹ در منطقه ویلا کاپانما تأسیس شد، یکی از چندین باشگاه برزیلی است که توسط هوادارانش به نام Tricolor da Vila ("سه رنگ شهر") نامیده می‌شود زیرا دارای سه رنگ تیمی است. سه رنگ پارانا قرمز، سفید و آبی است.